# Christopher O'Connell
Christopher O'Connell (* 3. června 1994 Sydney) je australský profesionální tenista. Ve své dosavadní kariéře na okruhu ATP Tour nevyhrál žádný turnaj. Na challengerech ATP a okruhu ITF získal patnáct titulů ve dvouhře a jeden ve čtyřhře.
Na žebříčku ATP byl ve dvouhře nejvýše klasifikován v září 2023 na 53. místě a ve čtyřhře v březnu 2022 na 460. místě. Trénuje ho krajan Marinko Matosevic.

## Tenisová kariéra

### 2017–2020: Debut na okruhu ATP Tour a grandslamu, průlom do Top 200
Na okruhu ATP Tour debutoval ve 22 letech lednovým Apia International Sydney 2017, když ve svém rodišti obdržel divokou kartu do kvalifikace. Po jejím zvládnutí podlehl na úvod dvouhry portugalskému kvalifikantu Gastãu Eliasovi z deváté desítky žebříčku, přestože získal první set. O týden později – opět na divokou kartu – poprvé zasáhl do grandslamu, singlové soutěže Australian Open 2017. Časnou porážku mu přivodila bulharská světová patnáctka Grigor Dimitrov. Ve zbytku sezóny se účastnil už jen challengerů vyjma jedné akce na okruhu ITF. Mezi únorem a červencem 2018 přerušil kariéru a rozhodl se s bratrem, Benem O'Connellem, mýt lodě v sydneyské zátoce.
Do sezóny 2019 vstoupil bez žebříčkového postavení. Ve vydání z 23. září 2019, po finále na sibiuském challengeru, však poprvé pronikl do dvoustovky, když mu patřila 192. příčka. Na Australian Open 2020 nestačil na šestnáctého muže klasifikace, Rusa Andreje Rubljova. První výhru na okruhu i grandslamu si připsal během newyorského US Open 2020. V prvním kole vyřadil srbského osmdesátého prvního hráče žebříčku Lasla Djereho, než jej zastavila světová pětka Daniil Medveděv. Časnou porážku v kvalifikaci navazujícího French Open 2020 mu přivodil Švéd Elias Ymer.

### 2021–2024: První čtvrtfinále i semifinále ATP, výhra nad členem Top 20, průnik do Top 100
První zápas mimo grandslam vyhrál na únorovém Great Ocean Road Open 2021 v Melbourne Parku, dodatečně zařazeném turnaji v důsledku pandemie covidu-19. Poté co na jeho raketě skončil Němec Dominik Koepfer, nestačil na Alexandra Bublika z páté desítky.
V sezóně 2021 debutoval v sérii Masters, březnovým Miami Open. V třísetové bitvě s dvěma tiebreaky jej přehrál Portugalec João Sousa. O dva měsíce později nastoupil poprvé do hlavní soutěže French Open, v níž nestačil na světovou dvaapadesátku Tommyho Paula v pětisetovém dramatu. Závěrečné dějství ztratil poměrem gamů 8–10. Za stavu 7–6 byl přitom dva míče od postupu. Premiéru ve wimbledonské dvouhře vybojoval v kvalifikaci, v jejímž závěru porazil Tomáše Macháče až v tiebreaku závěrečné sady. I druhé kariérní pětisetové klání nezvládl, když ve wimbledonském duelu podlehl světové sedmnáctce Gaëlu Monfilsovi. Přes Ofnera prošel z kvalifikace do hlavní soutěže Truist Atlanta Open 2021. Ve druhém kole zdolal dvacátého třetího muže klasifikace, Itala Jannika Sinnera, znamenající první účast ve čtvrtfinále okruhu ATP i debutovou výhru nad členem z Top 30. Do semifinále jej však nepustil pozdější šampion John Isner, v třísetovém střetnutí obsahujícím dvě zkrácené hry.
Na Australian Open 2022 prošel poprvé do třetí kola grandslamu. Z pozice hráče startujícího na divokou kartu přehrál Francouze Huga Gastona i argentinskou světovou třináctku Diega Schwartzmana. Dosáhl tak premiérové výhry na tenistou z první dvacítky žebříčku. Poté mu stopku vystavil sedmdesátý muž klasifikace, Američan Maxime Cressy, který nastřílel dvacet osm es. Přestože absentoval ve Wimbledonu 2022, po jeho skončení debutoval 18. července v první světové stovce, kterou uzavíral jako devátý Australan v pořadí. Zářijový San Diego Open 2022 znamenal první účast v semifinále túry ATP, když vyřadil krajana Jasona Kublera, J. J. Wolfa a padesátého hráče žebříčku Jensona Brooksbyho. Do souboje o titul jej nepustil třetí Američan v řadě, o šedesát míst výše postavený Brandon Nakashima. Do osmifinále Mastersu se poprvé probojoval přes Martina Damma mladšího na Miami Open 2024. V něm však nenašel recept na úřadujícího šampiona Australian Open a světovou trojku Jannika Sinnera. Do zápasu s obhájcem finálové účasti vstoupil lépe, když se ujal vedení 3–1 a 30:0. Poté se však momentum přesunulo na stranu Itala, jenž vyhrál osm z dalších devíti gamů.

## Tituly na challengerech ATP a okruhu ITF
| Legenda                  |
| ------------------------ |
| D – dvouhra; Č – čtyřhra |
| Challengery (6 D; 0 Č)   |
| ITF (9 D; 4 Č)           |

### Dvouhra (15 titulů)
| Č.  | datum         | turnaj                     | okruh             | povrch | poražený finalista       | výsledek                  |
| --- | ------------- | -------------------------- | ----------------- | ------ | ------------------------ | ------------------------- |
| 1.  | červen 2014   | Bol, Chorvatsko            | Futures           | antuka | Gaston-Arturo Grimilizzi | 7–6 (7–4), 3–6, 7–6 (7–1) |
| 2.  | únor 2016     | Port Pirie, Austrálie      | Futures           | tvrdý  | Blake Mott               | 7–6 (8–6), 3–6, 6–2       |
| 3.  | červenec 2016 | Bělehrad, Srbsko           | Futures           | antuka | Nerman Fatić             | 6–4, 6–1                  |
| 4.  | srpen 2016    | Novi Sad, Srbsko           | Futures           | antuka | Stefano Travaglia        | 7–6 (8–6), 6–4            |
| 5.  | říjen 2016    | Cairns, Austrálie          | Futures           | tvrdý  | Blake Mott               | 0–6, 6–2, 6–4             |
| 6.  | listopad 2016 | Blacktown, Austrálie       | Futures           | tvrdý  | Max Purcell              | 6–2, 6–2                  |
| 7.  | duben 2019    | Antalya, Turecko           | World Tennis Tour | antuka | Jonáš Forejtek           | 2–6, 6–4, 6–1             |
| 8.  | květen 2019   | Doboj, Bosna a Hercegovina | World Tennis Tour | antuka | Botic van de Zandschulp  | 6–4, 7–6 (7–1)            |
| 9.  | červen 2019   | Balatonalmádi, Maďarsko    | World Tennis Tour | antuka | Gergely Madarász         | 6–3, 6–1                  |
| 10. | srpen 2019    | Cordenons, Itálie          | Challenger        | antuka | Jeremy Jahn              | 7–5, 6–2                  |
| 11. | říjen 2019    | Fairfield, Spojené státy   | Challenger        | tvrdý  | Steve Johnson            | 6–4, 6–4                  |
| 12. | duben 2022    | Split, Chorvatsko          | Challenger        | antuka | Zsombor Piros            | 6–3, 2-0skreč             |
| 13. | říjen 2022    | Jokohama, Japonsko         | Challenger        | tvrdý  | Josuke Watanuki          | 6–1, 6–7(5–7), 6–3        |
| 14. | září 2023     | Šanghaj, Čína              | Challenger        | tvrdý  | Josuke Watanuki          | 6–3, 7–5                  |
| 15. | září 2024     | Kanton, Čína               | Challenger        | tvrdý  | Šó Šimabukuro            | 1–6, 7–5, 7–6 (7–5)       |

### Čtyřhra (1 titul)
| Č. | datum     | turnaj          | okruh   | povrch | spoluhráč    | poražení finalisté     | výsledek |
| -- | --------- | --------------- | ------- | ------ | ------------ | ---------------------- | -------- |
| 1. | září 2014 | Bol, Chorvatsko | Futures | antuka | Jonny O'Mara | Blaž Bizjak Peter Mick | 6–2, 6–4 |